# Paris Saint-Germain Football Club 1996-1997
Questa voce raccoglie le informazioni riguardanti il Paris Saint-Germain Football Club nelle competizioni ufficiali della stagione 1996-1997

## Stagione

Il capitano parigino Raí (a sinistra) a Palermo nel 1997, accanto allo juventino Zidane, nella finale di ritorno della Supercoppa UEFA.

La stagione 1996-1997 chiuse il ciclo di successi del PSG iniziato nel 1994: il club della capitale transalpina non si aggiudicò nessun titolo.
Secondo in campionato dietro al Monaco, fu ancora una volta finalista in Coppa delle Coppe: si ritrovò opposto al Barcellona di Ronaldo, la cui rete su rigore consegnò agli iberici il trofeo. Nei mesi precedenti anche l'impegno in Supercoppa UEFA aveva visto i parigini sconfitti, patendo un pesante rovescio aggregato 9-2 per mano della Juventus.

## Organigramma societario
Area direttiva
- Presidente onorario: Henri Patrelle
- Presidente: Michel Denisot

Area tecnica
- Allenatore: Ricardo, poi Joël Bats

## Maglie e sponsor
Sponsor (Nike come fornitore tecnico e Opel come sponsor ufficiale) e motivi delle divise vengono confermati, con qualche modifica per quanto riguarda il motivo della divisa delle gare interne.
| Casa | Trasferta |

## Rosa
| N. |                          | Ruolo | Calciatore        |
| -- | ------------------------ | ----- | ----------------- |
| 1  | Francia (bandiera)       | P     | Bernard Lama      |
| 16 | Francia (bandiera)       | P     | Vincent Fernandez |
| 25 | Francia (bandiera)       | P     | Bruno Miriel      |
| 30 | Francia (bandiera)       | P     | Franck Mantaux    |
| 6  | Francia (bandiera)       | D     | Paul Le Guen      |
| 17 | Francia (bandiera)       | D     | Jimmy Algerino    |
| 5  | Francia (bandiera)       | D     | Alain Roche       |
| 4  | Francia (bandiera)       | D     | Bruno N'Gotty     |
| 2  | Guinea-Bissau (bandiera) | D     | Daniel Kennedy    |
| 18 | Francia (bandiera)       | D     | Roméo Calenda     |
| 3  | Francia (bandiera)       | D     | Didier Domi       |

| N. |                           | Ruolo | Calciatore              |
| -- | ------------------------- | ----- | ----------------------- |
| 7  | Brasile (bandiera)        | C     | Leonardo                |
| 19 | Francia (bandiera)        | C     | Jérôme Leroy            |
| 8  | Francia (bandiera)        | C     | Vincent Guérin          |
| 15 | Francia (bandiera)        | C     | Benoît Cauet            |
| 12 | Costa d'Avorio (bandiera) | C     | Bernard Allou           |
| 13 | Francia (bandiera)        | C     | Laurent Fournier        |
| 10 | Brasile (bandiera)        | A     | Raí                     |
| 20 | Francia (bandiera)        | A     | Cyrille Pouget          |
| 14 | Camerun (bandiera)        | A     | Patrick M'boma          |
| 11 | Francia (bandiera)        | A     | Patrice Loko            |
| 9  | Panama (bandiera)         | A     | Julio César Dely Valdés |

## Statistiche

### Statistiche di squadra
| Competizione      | Punti | Totale | Totale | Totale | Totale | Totale | Totale | D.R. |
| Competizione      | Punti | G      | V      | N      | P      | Gf     | Gs     | D.R. |
| ----------------- | ----- | ------ | ------ | ------ | ------ | ------ | ------ | ---- |
| Division 1        | 67    | 38     | 18     | 13     | 7      | 57     | 31     | +26  |
| Coppa di Francia  | -     | 3      | 2      | 1      | 0      | 9      | 5      |      |
| Coppa di Lega     | -     | 1      | 0      | 0      | 1      | 1      | 2      |      |
| Coppa delle Coppe | -     | 9      | 5      | 1      | 3      | 19     | 7      |      |
| Totale            |       | 51     | 29     | 12     | 10     | 88     | 46     |      |